# Палаццо дель Подеста (Фабриано)
Палаццо дель Подеста (итал. Palazzo del Podestà, Fabriano) — средневековый дворец в итальянском городе Фабриано; одна из главных достопримечательностей и символ города; является одним из лучших образцов готической архитектуры среди сохранившихся в регионе; строительство здания началось в 1255 году в «особом месте» — на границе двух населённых пунктов (Кастельвеккьо и Пожо) и четырёх кварталов, объединение которых и породило город.

## История и описание
Начало строительства Палаццо дель Подеста («дворца старосты») в Фабриано относилось к 1255 году. Масштабное сооружение из трех корпусов было полностью выполнено из белого камня, привезённого с горы Vallemontagnana; сооружение ярко контрастируют с окружающей городской средой, в которой в качестве основного строительного материала преобладает красный кирпич. Центральный корпус, освещенный серией тройных окон, опирается на остроконечную арку высотой в 11,70, шириной в 9,75 и длиной 15,60 метра. В момент постройки через арку протекала река; после её осушения данная зона была перестроена в центральную улицу города. В 1325—1326 годах городской совет поручил местному художнику Вентуре ди Франческо украсить арку фресками: к началу XXI века от них осталось несколько фрагментов, на которых изображены батальные сцены и колесо фортуны, «приводимое в движение женской фигурой».
После перехода города под власть Папской области, капитанов народа во дворце сменили папские губернаторы. Между 1911 и 1922 годами дворец был восстановлен и отреставрирован по проекту архитектора Исилио Боччи (Icilio Bocci): в частности тогда были восстановлены средневековые зубцы на крыше, утраченные на протяжении веков.